# مهدی ژورک
مهدی ژورک با نام تولد فریدون ژورک (زاده ۳۱ اردیبهشت ۱۳۲۰ در تهران) کارگردان، فیلم‌نامه‌نویس، تهیه‌کننده فیلم، تدوین‌گر، فیلم‌بردار و بازیگر اهل ایران است. او همسر مرجان خواننده و بازیگر ایرانی و همچنین خواهرزاده احمد قدکچیان است.
ژورک از طرفداران سازمان مجاهدین خلق بوده و مدتی در دهه ۶۰ نیز به اتهام همکاری با این گروه در زندان بود. وی هم‌اکنون عضو شورای ملی مقاومت ایران وابسته به سازمان مجاهدین خلق بوده و در نشست‌های این مجموعه سخنرانی می‌کند.
مصداقی مدعی است که وی در دهه ۶۰ تواب بوده و با جمهوری اسلامی همکاری داشته است. امری که با اتهام متقبل ژورک مبنی بر همکاری مصداقی با جمهوری اسلامی و همراهی برای نوشتن کتاب کارنامه سیاه (کتابی در مورد اعترافات زندانیان سیاسی و توابان در اوین) دست داشته است.
مصداقی همچنان مدعی است که ژورک طی مصاحبه ای بیان کرده که در سال ۱۹۸۹ از سوی اداره ضداطلاعات ارتش رژیم قرار بود فیلمی را بر اساس یک مصاحبه با احمدی نژاد در خصوص داستان ترور خلبان ایرانی در تکیه بسازد. بر اساس این ادعا احمدی نژاد فرمانده تیم ترور بوده و پس از ترور خلبان سرگرد محمدحسن منصوری، خلبان فانتوم در گردان ۶۱ شكاری در ترکیه وی به ایران بر میگردد.

## فیلم‌شناسی

### بازیگر
- تکیه بر باد (۱۳۵۷)
- تنها حامی (۱۳۵۵)

### کارگردان
- تکیه بر باد (۱۳۵۷)
- تنها حامی (۱۳۵۵)
- چشم انتظار (۱۳۵۴)
- آقا مهدی وارد می‌شود (۱۳۵۳)
- جوانمرد (۱۳۵۳)
- هرجایی (۱۳۵۳)
- سالومه (۱۳۵۲)
- سراب (۱۳۵۲)
- مرد (۱۳۵۱)
- ایوب (۱۳۵۰)
- حیدر (۱۳۵۰)
- سوگلی (۱۳۴۹)
- تک‌خال (۱۳۴۸)
- شهر آشوب (۱۳۴۸)
- تحفه هند (۱۳۴۷)
- دختر عشوه‌گر (۱۳۴۷)
- خوشگل و قهرمان (۱۳۴۶)

### نویسنده
- حرفه‌ای (۱۳۷۵)
- تشکیلات (۱۳۶۵)
- تکیه بر باد (۱۳۵۷)
- چشم انتظار (۱۳۵۴)
- خوشگل و قهرمان (۱۳۴۶)

### تهیه‌کننده
- تکیه بر باد (۱۳۵۷)
- نفس بریده (۱۳۵۷)
- پرستوهای عاشق (۱۳۵۶)
- شب آفتابی (۱۳۵۶)
- تنها حامی (۱۳۵۵)
- زیبای پررو (۱۳۵۴)
- آقا مهدی وارد می‌شود (۱۳۵۳)
- شهر آشوب (۱۳۴۸)

### تدوین
- مارال (۱۳۷۹)
- چشم عقاب (فیلم ۱۳۷۷) (۱۳۷۷)
- باد و شقایق (۱۳۷۶)
- یاغی (۱۳۷۶)
- حرفه‌ای (۱۳۷۵)
- عقرب (۱۳۷۵)
- روز شیطان (۱۳۷۳)
- مجازات (۱۳۷۳)
- تکیه بر باد (۱۳۵۷)
- تنها حامی (۱۳۵۵)
- چشم انتظار (۱۳۵۴)
- آقا مهدی وارد می‌شود (۱۳۵۳)
- سالومه (۱۳۵۲)
- سراب (۱۳۵۲)
- حیدر (۱۳۵۰)
- خوشگل و قهرمان (۱۳۴۶)

## جشنواره‌ها
- کاندیدا بهترین نمونه فیلم (آنونس) برای فیلم خواهران غریب در پانزدهمین دوره جشنواره فیلم فجر - ۱۳۷۵
- کاندیدا بهترین نمونه فیلم (آنونس) برای فیلم روز شیطان در چهاردهمین دوره جشنواره فیلم فجر - ۱۳۷۳
- کاندیدا بهترین صداگذاری برای فیلم روز شیطان در سیزدهمین دوره جشنواره فیلم فجر - ۱۳۷۳
- کاندیدا بهترین صداگذاری برای فیلم عروس درنهمین دوره جشنواره فیلم فجر - ۱۳۶۹